# Juan Facundo Quiroga
Ne pas confondre avec Facundo Quiroga, footballeur argentin.
Juan Facundo Quiroga (San Antonio, Argentine, 1788 – Barranca Yaco, Argentine, 16 février 1835) était un chef de guerre (caudillo) argentin de la première moitié du XIXe siècle.
Allié à d'autres caudillos comme Juan Manuel de Rosas, Estanislao López et Juan Felipe Ibarra, il était partisan d'un gouvernement fédéral pendant les guerres intestines de son pays, postérieures à son accession à l'indépendance. Il était appelé El Tigre de Los Llanos (littér. le Tigre des plaines) par ses amis comme ses ennemis.
Le 16 février 1835, en revenant d'une négociation entre gouverneurs fédéralistes, il est assassiné avec les hommes de son escorte à Barranca Yaco dans la province de Córdoba. Sa biographie, Facundo (titre original : Facundo. Civilización y barbarie), publiée en 1845 par l'écrivain et homme politique argentin Domingo Faustino Sarmiento, fait de lui l'archétype de la barbarie militaire des guerres civiles. Sa vie aventureuse, son rôle de défenseur de la religion contre l'anticléricalisme du gouvernement central et sa mort sanglante lui valent d'être au centre d'un cycle de poésies populaires le dépeignant tantôt comme un tyran, tantôt comme un héros positif.
Son département de naissance dans la province de La Rioja porte maintenant son nom (département de General Juan Facundo Quiroga).